# Temporada 1965 de la NFL
La Temporada 1965 de la NFL fue la 46.ª en la historia de la NFL. La temporada terminó cuando los Green Bay Packers derrotaron 23-12 a los Cleveland Browns en el Juego de Campeonato de la NFL, disputado el 2 de enero de 1966 en el Lambeau Field, Green Bay, Wisconsin, el último antes de la era del Super Bowl.

## Conflicto con la AFL
El conflicto de la NFL con su rival, la American Football League comenzó a aumentar a medida que las dos ligas compitieron por los mejores jugadores salientes de la universidad. Antes de la temporada tanto los Chicago Bears de la NFL y los Kansas City Chiefs de la AFL seleccionaron al Running back Gale Sayers en sus respectivos draftsa. Sayers finalmente decidió firmar con los Bears de la NFL en una victoria para la liga establecida. Por otro lado, Joe Namath fue seleccionado por los St. Louis Cardinals de la NFL y los New York Jets de la AFL, pero Namath decidió jugar para los Jets después de firmar un contrato de $ 427,000.
Esta guerra entre la AFL y la NFL continuaría justo hasta antes de la temporada 1966, cuando ambas ligas llegaron a un acuerdo para fusionarse y crear un nuevo Juego de Campeonato Mundial de la AFL-NFL. entre los ganadores de las dos ligas, que más tarde sería conocido como el Super Bowl.

## Carrera de Conferencia
Cada equipo jugaba contra los otros seis equipos de su conferencia dos veces (local y visitante). Además, cada equipo jugaba contra 2 de los siete equipos de la otra conferencia para completar el calendario de 14 juegos. Por lo tanto el calendario de cada semana incluía 6 juegos intra-conferencia (3 de cada conferencia) y un juego entre conferencias. En 1965 la Conferencia Oeste dominó al Este ganando 13 de los 14 juegos interconferencia. La única victoria de la Conferencia Este fue la de Dallas sobre San Francisco por 39-31 en la semana ocho.
Al igual que en 1964, la carrera de la Conferencia Este comenzó como una batalla entre los Cardinals y los Browns. En la quinta semana (17 de octubre), ambos tenían registros 4-1-0, pero las Cards ganaron sólo un partido más después de eso, terminando 5-9. Los Browns ganaron sus siete juegos divisionales restantes durante el mismo tramo, perdiendo sólo sus dos juegos inter-conferencia ante oponentes occidentales. Los Browns habían conseguido el título de la conferencia antes del 28 de noviembre.
En la Conferencia Oeste, Green Bay ganó sus primeros seis juegos antes de una pérdida 31-10 en Chicago el día de Halloween y terminaron empatados Baltimore Colts. En Semana Ocho (7 de noviembre), los Packers perdieron de nuevo, 12-7 contra Detroit, mientras que los Colts vencieron a Chicago 26-21. Ambos equipos ganaron sus dos partidos siguientes, pero en la semana once, los Packers perdieron 21-10 ante los Rams, y los Colts evitaron una derrota, empatando Lions, 24-24. En la semana doce, Green Bay las diferencias se acortaron con una victoria por 24-19 sobre los Vikingos, mientras que los Colts cayeron frente a Chicago (13-0) y su mariscal de campo estrella, Johnny Unitas, tuvo una lesión en la rodilla.
Con Gary Cuozzo como quarterback de los Colts, se encontraron con los Packers de nuevo, en Baltimore, el 12 de diciembre, y Paul Hornung anotó cinco touchdowns con Green Bay que ganó, 42-27, para tomar una ventaja de medio juego, 10-3 y 9-3-1. Junto con la ventaja de la conferencia, los Colts perdieron a otro quarterback cuando Cuozzo resultó herido. En el último fin de semana, los Colts fueron a Los Ángeles para jugar el sábado 18 el cual tenían que ganar, pero estaban perdiendo 17-10. Un touchdown del empate por el cuarto quarterback Ed Brown ayudó a los Colts a empatar el juego 17-17, pero un empate no era suficiente. Lograron un gol de campo de Lou Michaels para obtener una victoria de 20-17 y un registro de 10-3-1. Green Bay necesitaba ganar el día siguiente en San Francisco para lograr el campeonato de Conferencia. Los Packers ganaban el partido con un poco más de un minuto de juego, pero los 49 empataron el partido, 24-24, con 1:07 por jugar. Tanto Green Bay y Baltimore tuvieron un registro de 10-3-1, forzando un desempate para el día después de Navidad.
| Semana | Oeste             | Registro | Este             | Registro |
| ------ | ----------------- | -------- | ---------------- | -------- |
| 1      | 4 equipos         | 1–0–0    | 3 equipos        | 1–0–0    |
| 2      | 3 equipos         | 2–0–0    | Dallas Cowboys   | 2–0–0    |
| 3      | Empate(Det, GB)   | 3–0–0    | 4 equipos        | 2–1–0    |
| 4      | Green Bay Packers | 4–0–0    | Empate(Cle, StL) | 3–1–0    |
| 5      | Green Bay Packers | 5–0–0    | Empate(Cle, StL) | 4–1–0    |
| 6      | Green Bay Packers | 6–0–0    | Cleveland Browns | 5–1–0    |
| 7      | Empate(Bal, GB)   | 6–1–0    | Cleveland Browns | 5–2–0    |
| 8      | Baltimore Colts   | 7–1–0    | Cleveland Browns | 6–2–0    |
| 9      | Baltimore Colts   | 8–1–0    | Cleveland Browns | 7–2–0    |
| 10     | Baltimore Colts   | 9–1–0    | Cleveland Browns | 8–2–0    |
| 11     | Baltimore Colts   | 9–1–1    | Cleveland Browns | 9–2–0    |
| 12     | Baltimore Colts   | 9–2–1    | Cleveland Browns | 10–2–0   |
| 13     | Green Bay Packers | 10–3–0   | Cleveland Browns | 10–3–0   |
| 14     | Empate(Bal, GB)   | 10–3–1   | Cleveland Browns | 11–3–0   |

## Temporada regular
V = Victorias, D = Derrotas, E = Empates, CTE = Cociente de victorias, PF= Puntos a favor, PC = Puntos en contra

Nota: Los juegos empatados no fueron contabilizados de manera oficial en las posiciones hasta 1972
| Campeón de Conferencia |

| Cleveland Browns    | 11 | 3  | 0 | .786 | 363 | 325 |
| Dallas Cowboys      | 7  | 7  | 0 | .500 | 325 | 280 |
| New York Giants     | 7  | 7  | 0 | .500 | 270 | 338 |
| Washington Redskins | 6  | 8  | 0 | .429 | 257 | 301 |
| Philadelphia Eagles | 5  | 9  | 0 | .357 | 363 | 359 |
| St. Louis Cardinals | 5  | 9  | 0 | .357 | 296 | 309 |
| Pittsburgh Steelers | 2  | 12 | 0 | .143 | 202 | 397 |

| Green Bay Packers   | 10 | 3  | 1 | .769 | 316 | 224 |
| Baltimore Colts     | 10 | 3  | 1 | .769 | 389 | 284 |
| Chicago Bears       | 9  | 5  | 0 | .643 | 409 | 275 |
| San Francisco 49ers | 7  | 6  | 1 | .538 | 421 | 402 |
| Minnesota Vikings   | 7  | 7  | 0 | .500 | 383 | 403 |
| Detroit Lions       | 6  | 7  | 1 | .462 | 257 | 295 |
| Los Angeles Rams    | 4  | 10 | 0 | .286 | 269 | 328 |

## Postemporada
Debido a que Green Bay Packers y los Baltimore Colts terminaron empatados en la clasificación de la Conferencia Oeste después de terminada la temporada regular, se llevó a cabo un juego de desempate en Green Bay en el Lambeau Field para determinar al campeón. Aunque los Packers habían derrotado a los Colts en los dos partidos en 1965, no había reglas de desempate en el momento.
En el partido de desempate, tanto el quarterback titular y suplente de los Colts, Johnny Unitas y Gary Cuozzo respectivamente no podían jugar, por lo que Baltimore se vio obligado a utilizar Tom Mate, normalmente un Running back, como quarterback. (Mate jugó en la posición en la Universidad Estatal de Ohio.) El quarterback de los Packers, Bart Starr, se lesionó en la primera jugada del partido y no regresó al juego, y fue sustituido por Zeke Bratkowski. Don Chandler convirtió un gol de campo de 27 yardas con menos de dos minutos para el final para empatar el juego y se llevarlo a tiempo extra. Chandler dio una patada de gol de campo de 25 yardas para ganar el partido después de 13 minutos, 39 segundos de tiempo extra. La semana siguiente en el Lambeau, Starr volvió y los Packers derrotaron a los Cleveland Browns en el juego de campeonato de la NFL, la última antes de la era del Super Bowl.
Juego de Campeonato de la Conferencia Oeste
- GREEN BAY 13, Baltimore 10 (Tiempo Extra)en el Lambeau Field, Green Bay, Wisconsin el 26 de diciembre de 1965

Juego de Campeonato de la NFL
- GREEN BAY 23, Cleveland 12 en el Lambeau Field, Green Bay, Wisconsin el 2 de enero de 1966